# Cadu
Carlos Eduardo Lopes Cruz (* 8. srpna 1997 Salvador), známý jako Cadu, je brazilský profesionální fotbalista, který hraje na pozici krajního záložníka či obránce za maďarský klub Ferencvárosi TC.

## Klubová kariéra
Cadu pochází ze státu Bahia a je odchovancem klubu Bahia, který se nachází ve městě Salvador. V roce 2018 odešel na roční hostování do Fluminense de Feira.

### Pardubice
Cadu přišel do Pardubic na začátku února 2020 z brazilského klubu Esporte Clube Olímpia. V dresu Pardubic debutoval 10. června 2020, když odehrál celý druhý poločas utkání Fortuna:Národní Ligy proti Dukle Praha. Svoji první branku v novém působišti vstřelil 3. července, a to při výhře 3:1 nad Chrudimí. Cadu se střelecky prosadil i v 29. kole v zápase proti Vyšehradu. Výhrou 4:1 si Pardubice zajistili prvenství v soutěži a postup do nejvyšší soutěže. 7. srpna 2020 prodloužil svoji smlouvu s Pardubicemi až do léta 2023.
Ve Fortuna:Lize debutoval 23. srpna 2020 v utkání proti Jablonci. 13. března 2021 v utkání proti SFC Opava ve třetí minutě nastavení první půle, při snaze o odkopnutí míče, Cadu škaredě trefil hlavu domácího obránce Jana Žídka a za svůj zákrok obdržel červenou kartu a následně trest na následující 3 ligová utkání. V zápase 29. kola vstřelil dvě úvodní branky zápasu proti Zlínu, a výrazně se tak podílel na výhře 4:0. Sedmi vstřelenými brankami se podílel na úspěšném sedmém místě v úvodní prvoligové sezoně.
V sezóně 2021/22 patřil opět ke klíčovým hráčům týmu. Naskočil do jednatřiceti duelů a zaznamenal čtyři branky a 10 gólových asistencí, díky čemuž byl druhým nejlepším nahrávačem celé soutěže.
V dresu Pardubic nastoupil do 60 utkání v nejvyšší soutěži a vstřelil v nich 11 gólů.

### Viktoria Plzeň
Dne 17. června 2022 přestoupil Cadu do mistrovské Viktorie Plzeň, se kterou podepsal smlouvu na tři roky. Opačným směrem putoval středopolař Michal Hlavatý, který se vrátil do Pardubic po jednom roce. Cadu skóroval při svém nesoutěžním debutu v dresu Plzně, a to při výhře 9:0 nad třetiligovými Karlovy Vary. Svůj soutěžní debut si odbyl 30. července, kdy nastoupil do závěru prvoligového utkání proti Teplicím. O týden později se poprvé objevil v základní sestavě v utkání proti Pardubicím a asistencí přispěl k výhře 2:1. V následujících týdnech postoupila Plzeň do základní skupiny Ligy mistrů, nicméně Cadu ztratil místo v sestavě, a tak požádal vedení klubu o hostování.

#### Baník Ostrava (hostování)
V září 2022 odešel Cadu na roční hostování do Baníku Ostrava. Svůj debut si odbyl 11. září, kdy nastoupil v základní sestavě utkání osmého kola proti Pardubicím. 21. září vstřelil svůj první gól v dresu Baníku Ostrava, a to v utkání druhého kola MOL Cupu proti Hanácké Slavii Kroměříž. 4. února brankou a asistencí rozhodl o výhře 5:0 nad Teplicemi. V průběhu sezony se stal stabilním členem základní sestavy, odehrál 28 utkání a vstřelil 6 branek.

#### Návrat do Plzně
Po svém letním návratu do Plzně se stal stabilním členem základní sestavy. 27. července 2023 si odbyl svůj debut v pohárové Evropě, a to v druhém předkole Konferenční ligy proti KF Drita. Ve čtvrtém předkole pomohl Cadu jednou brankou a dvěma asistencemi k postupu přes kazašský Tobolu Kostanaj do základní skupiny Konferenční ligy. S Plzní postoupil až do čtvrtfinále. 18. dubna v odvetném utkání proti Fiorentině obdržel v 66. minutě červenou kartu a neslavně se tak podepsal pod prohru 0:2 po prodloužení. V sezoně 2023/24 nastoupil Cadu dohromady do 46 soutěžních utkání, vstřelil 6 branek a přidal 10 asistencí.
Cadu o své místo v základní sestavě Plzně nepřišel ani v sezoně 2024/25, pomohl Plzni ke konečné druhé příčce v lize, k postupu do semifinále českého poháru a k postupu do osmifinále Evropské ligy. Dohromady v sezoně odehrál 49 utkání a vstřelil dva góly. Cadu ke konci sezony oznámil, že v Plzni neprodlouží končící smlouvu a na západě Čech po třech letech skončí.

### Ferencvárosi
V létě 2025 podepsal Cadu jako volný hráč smlouvu s maďarským klubem Ferencvárosi TC.

## Statistiky
K 1. červnu 2022
| Klub           | Sezóna  | Liga                 | Liga   | Liga | Národní pohár | Národní pohár | Evropské poháry | Evropské poháry | Celkem | Celkem |
| Klub           | Sezóna  | Liga                 | Zápasy | Góly | Zápasy        | Góly          | Zápasy          | Góly            | Zápasy | Góly   |
| -------------- | ------- | -------------------- | ------ | ---- | ------------- | ------------- | --------------- | --------------- | ------ | ------ |
| FK Pardubice   | 2019/20 | Fortuna:Národní liga | 9      | 3    | 0             | 0             | ―               | ―               | 9      | 3      |
| FK Pardubice   | 2020/21 | Fortuna:Liga         | 29     | 7    | 1             | 1             | ―               | ―               | 30     | 8      |
| FK Pardubice   | 2021/22 | Fortuna:Liga         | 31     | 4    | 2             | 0             | ―               | ―               | 33     | 4      |
| FK Pardubice   | Celkem  | Celkem               | 69     | 14   | 3             | 1             | ―               | ―               | 72     | 15     |
| Viktoria Plzeň | 2022/23 | Fortuna:Liga         | 0      | 0    | 0             | 0             | 0               | 0               | 0      | 0      |
| Celkem         | Celkem  | Celkem               | 69     | 14   | 3             | 1             | 0               | 0               | 72     | 15     |

## Ocenění

### Klubové

#### Pardubice
- Fortuna:Národní liga: 2019/20